# 云南囊蛭
云南囊蛭（学名：Cystobranchus yunnanensis）为鱼蛭科囊蛭属的动物。在中国大陆，分布于云南等地，营寄生生活，仅寄生于魾的鳃上。该物种的模式产地在云南。其种加词 yunnanensis 意为“云南的”。